# Cantó de Vilafranca de Roergue
El cantó de Vilafranca de Roergue és un cantó francès del departament de l'Avairon, situat al districte de Vilafranca de Roergue. Té 7 municipis i el cap del cantó és la sotsprefectura de Vilafranca de Roergue.

## Municipis
- Marcièl
- Morlhon
- La Roqueta (Gers)
- Savinhac
- Tolonjac
- Valhorlhas
- Vilafranca de Roergue

## Història
| Data d'elecció                           | Identitat    | Partit | Qualitat |
| ---------------------------------------- | ------------ | ------ | -------- |
| 1955-1979                                | Robert Fabre | PRG    |          |
| 1979-                                    | Jean Rigal   | PRG    |          |
| 2004-                                    | Claude Penel | PS     |          |
| les dades anteriors no són pas conegudes |              |        |          |
|                                          |              |        |          |

## Demografia
| 1962   | 1968   | 1975   | 1982   | 1990   | 1999   | 2006   |
| ------ | ------ | ------ | ------ | ------ | ------ | ------ |
| 12.205 | 13.679 | 15.197 | 15.953 | 15.917 | 15.588 | 16.055 |